# Akt nowofundlandzki
Akt nowofundlandzki − dokument wydany 23 marca 1949 roku przez Parlament Zjednoczonego Królestwa Wielkiej Brytanii i Irlandii Północnej, który potwierdził warunki unii pomiędzy odrębnymi dotychczas dominiami, Kanadą i Nową Fundlandią.